# Planeta extragaláctico

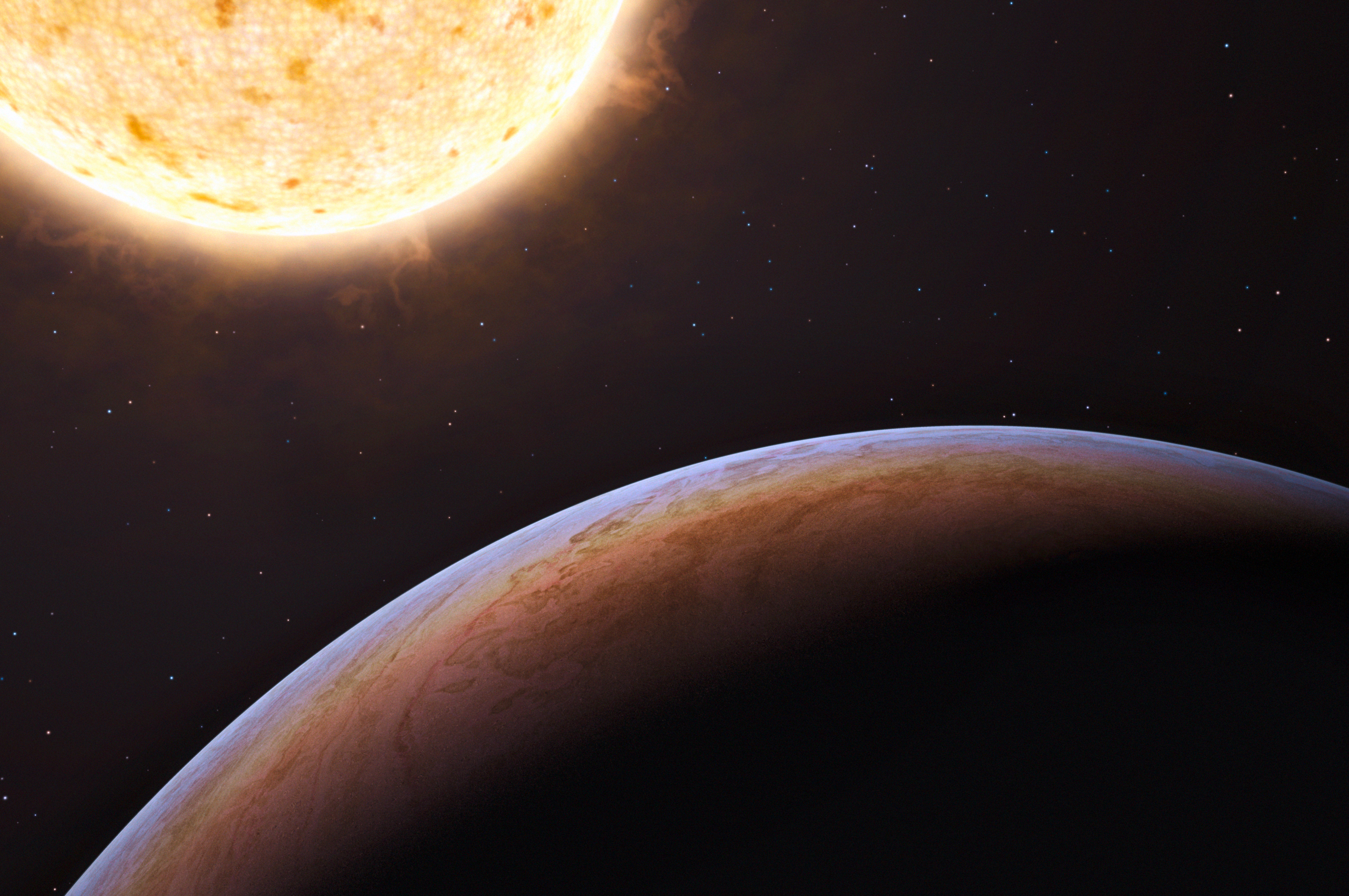
HIP 13044 b es el primer planeta descubierto de origen extragaláctico (impresión artística)

Un planeta extragaláctico es un planeta que se encuentra fuera de la Vía Láctea. Otros términos utilizados para describir estos son planeta extrasolar extragaláctico y exoplaneta extragaláctico.

## Planeta relacionado con un cuásar gemelo
Un evento de microlente que se observó en 1996, en el sistema de cuásar gemelos de lentes gravitacionales, hecho por R.E. Schild, en el lóbulo "A" del cuásar con lentes. Se predice que un planeta de 3 masas de la Tierra en la galaxia lente, YGKOW G1, causó el evento. Este fue el primer planeta extragaláctico anunciado. Sin embargo, esta no es una observación repetible, ya que es una alineación fortuita que ocurre una sola vez. Este predicho planeta se encuentra a 3,7 mil millones de años luz de distancia.

## Planetas de la galaxia de Andrómeda
Un equipo de científicos ha utilizado el micro-lente gravitacional para llegar a una detección preliminar de un exoplaneta extragaláctico en Andrómeda, nuestro vecino galáctico de gran tamaño más próximo. El patrón de lentes se ajusta a una estrella con una compañera más pequeña pesa sólo 6 o 7 veces la masa de Júpiter. Este planeta se sospecha es el primer anuncio en la galaxia de Andrómeda.